# 不破聖衣來
不破 聖衣來（日语：／ Fuwa Seira，2003年3月25日—）是日本女子田徑運動員，專項為中長跑及長跑。

## 生平
不破聖衣來出身於日本群馬縣，2021年進入拓殖大學就讀，並加入陸上競技部。在第39回全日本大學女子驛傳，不破聖衣來幫助往年錯過種子序位的拓殖大衝上第三名，個人則在第五區間以28分整的新紀錄拿下區間賞。
自中學時期，不破聖衣來就以中長跑選手的身份活躍至今，在徑賽、驛站接力賽及越野滑雪上幾乎未嘗敗績。然而，高二時左腳脛骨的傷勢一度使她陷入低潮，直至三年級才復出，並首度於日本高中田徑錦標賽出賽，獲得三千公尺第六名；12月，五千公尺跑出高中排行第一的成績：15分37秒。

## 生涯紀錄
| 年份   | 賽事                             | 項目       | 排名               | 備註                              |
| ------ | -------------------------------- | ---------- | ------------------ | --------------------------------- |
| 2016年 | ジュニアオリンピック             | B1500m     | 優勝               |                                   |
| 2017年 | 全国女子駅伝                     | 第三區間   | 区間賞             | 群馬縣第13名                      |
| 2018年 | 全国中学クロスカントリー         | 3公里      | 優勝               |                                   |
| 2018年 | 全日本中学陸上                   | 1500公尺   | 優勝               |                                   |
| 2018年 | ジュニアオリンピック             | A3000m     | 優勝               |                                   |
| 2018年 | 全国女子駅伝                     | 第三區間   | 区間賞             | 群馬県11位                        |
| 2018年 | 全国中学クロスカントリー         | 3公里      | 第二名             |                                   |
| 2018年 | 第73回国民体育大会（福井）       | 少年B1500m | 第二名             |                                   |
| 2019年 | 全国女子駅伝                     | 第一區間   | 區間第28位         | 群馬縣第13位                      |
| 2020年 | 全国女子駅伝                     | 第四區間   | 區間第13位         | 群馬縣第7位                       |
| 2021年 | 全国高校陸上2020                 | 3000公尺   | 第六名             |                                   |
| 2021年 | クロスカントリー日本選手権       | U20 6公里  | 優勝               |                                   |
| 2021年 | 日本学生個人                     | 5000公尺   | 第二名             |                                   |
| 2021年 | U20日本選手権                    | 5000公尺   | 優勝               |                                   |
| 2021年 | 日本インカレ                     | 5000公尺   | 優勝               |                                   |
| 2021年 | 全日本大學女子驛傳大會           | 第五區間   | 區間賞、區間新紀錄 | 拓殖大學總排名第三                |
| 2021年 | 関西実業団ディスタンストライアル | 10000公尺  | 第一名             | 日本U20新紀錄、日本女子學生新紀錄 |

## 備註
1. ↑  原紀錄保持人為名城大學的加世田梨花（日语：加世田梨花），成績29分14秒。

## 外部連結
- 不破聖衣來在的頁面